# Skjern Håndbold
Maillots
Actualités
Dernière mise à jour : 8 septembre 2020.
Le Skjern Håndbold est un club de handball, situé à Ringkøbing-Skjern dans la Jutland central au Danemark, Le club évolue actuellement en Håndboldligaen.

## Histoire
Le club est fondé le 1er avril 1992 à la suite de la fusion entre trois clubs de la ville : le Skjern Gymnastikforening, le  Skjern KFUM et le KFUK's Idrætsforening.
Le club connait son premier grand moment lors de sa deuxième saison puisqu'il atteignit la finale de la Coupe du Danemark mais perd contre le HK Roar, 26 à 19.
Lors de la saison 1997-1998, le club rejoint l'élite danoise. Durant cette première saison, le Skjern Håndbold réussit à arriver pour la deuxième fois en finale de la Coupe du Danemark, qui se déroulait d'ailleurs dans la Skjernhallen, mais est battu par le Kolding IF de deux buts, 27 à 25.
Lors de la saison 1998/1999, le Skjern termine champion et remporte également la Coupe du Danemark au détriment du Frederiksberg IF. Le club décroche donc ses deux premiers sacres synonymes d'une première qualification en Coupe d'Europe, la Ligue des champions.
La saison 1999/2000 débute par la Supercoupe du Danemark que le Skjern Håndbold remporte et décroche donc son troisième titre. En Ligue des champions, le club dispose des néerlandais du HV Sittard au deuxième tour préliminaire et se qualifie donc pour les phases de poule. Mais opposé aux croates du Badel 1862 Zagreb, aux ukrainiens du ZTR Zaporozhye et aux suisses du TV Suhr, Skjern termine bon dernier avec une seule victoire en six matchs.
Terminant dans le haut du classement, le Skjern Håndbold se qualifie pour la Coupe Challenge lors de la saison 2000-2001 et 2001-2002.
Deux campagnes européennes qu'il remporte au détriment du club macédonien du RK Pelister Bitola en 2002 puis du club grec de l'AC Filippos Verias en 2003. En championnat, le Skjern Håndbold termine à la deuxième place de la saison 2002-2003.
Depuis, le club reste plutôt dans l'ombre des grands clubs danois tels que le KIF Copenhague ou l'Aalborg Håndbold mais reste bien présent dans le haut du classement avec notamment une troisième place lors des saisons 2005-2006 et 2010-2011 et continue à enchaîner les campagnes européennes avec une excellente performance lors de la saison 2014/2015 puisque Skjern parvient à atteindre le Final Four de la Coupe EHF. En effet, après avoir éliminé le Bregenz Handball, le Orosházi FKSE, le club parvient à atteindre les phases de groupe où il termine deuxième derrière le Füchse Berlin et devant le FC Porto et le RK Vojvodina Novi Sad. En quart de finale, il parvient à écarter le MT Melsungen selon la règle du nombre de buts marqués à l'extérieur (23 contre 20 pour) et accède donc au Final Four qui se déroule au Max Schmeling-Halle de Berlin. Défait 23 à 27 par le HSV Hambourg en demi-finale, Skjern se console avec la troisième place décrochée face au RK Gorenje Velenje, une victoire de 27 à 22.
En 2018, il participe à la Ligue des champions où il élimine en huitièmes de finale un des favoris, le Veszprém KSE, avant d'être éliminé par le HBC Nantes en quart de finale.

## Palmarès
| Compétitions internationales                                 | Compétitions nationales |
| - Coupe d'Europe Challenge (C4) - Vainqueur (2) : 2002, 2003 | - Championnat du Danemark - Champion (2) : 1999, 2018 - Deuxième (3) : 2003, 2015, 2017 - Coupe du Danemark - Vainqueur (3) : 2000, 2015, 2017 - Finaliste (6) : 1995, 1999, 2004, 2005, 2013, 2023 - Supercoupe du Danemark - Vainqueur (1) : 2017 - Finaliste (2) : 2015, 2018 |

### Parcours détaillé
| Saison    | Niveau | Rang | Europe*               |
| --------- | ------ | ---- | --------------------- |
| 1992-1993 | 2      | 11e  | N.Q.                  |
| 1993-1994 | 2      | 4e   | N.Q.                  |
| 1994-1995 | 2      | 6e   | N.Q.                  |
| 1995-1996 | 2      | 6e   | N.Q.                  |
| 1996-1997 | 2      | 6e   | N.Q.                  |
| 1997-1998 | 2      | 2e   | N.Q.                  |
| 1998-1999 | 1      | 1er  | N.Q.                  |
| 1999-2000 | 1      | 5e   | C1 : phase de groupes |
| 2000-2001 | 1      | 5e   | C2 : 4e tour          |
| 2001-2002 | 1      | 5e   | C4 : Vainqueur        |
| 2002-2003 | 1      | 2e   | C4 : Vainqueur        |
| 2003-2004 | 1      | 4e   | C1 : 1/8 de finale    |
| 2004-2005 | 1      | 5e   | C3 : 3e tour          |
| 2005-2006 | 1      | 3e   | C2 : 1/4 finale       |
| 2006-2007 | 1      | 7e   | C3 : 1/2 finale       |
| 2007-2008 | 1      | 6e   | N.Q.                  |
| 2008-2009 | 1      | 7e   | N.Q.                  |

| Saison    | Niveau | Rang     | Europe*               |
| --------- | ------ | -------- | --------------------- |
| 2009-2010 | 1      | 7e       | N.Q.                  |
| 2010-2011 | 1      | 3e       | N.Q.                  |
| 2011-2012 | 1      | 7e       | C3 : 1/16 de finale   |
| 2012-2013 | 1      | 3e       | N.Q.                  |
| 2013-2014 | 1      | 4e       | C3 : phase de groupes |
| 2014-2015 | 1      | 2e       | C3 : 3e               |
| 2015-2016 | 1      | 5e       | C1 : poule basse      |
| 2016-2017 | 1      | 2e       | N.Q.                  |
| 2017-2018 | 1      | 1er      | C1 : 1/4 de finale    |
| 2018-2019 | 1      | 3e       | C1 : phase de groupes |
| 2019-2020 | 1      | 5e       | C3 : 2e tour          |
| 2020-2021 | 1      | 6e       | C3 : 2e tour          |
| 2021-2022 | 1      | 4e       | N.Q.                  |
| 2022-2023 | 1      | 4e       | C3 : 1/8 de finale    |
| 2023-2024 | 1      | 3e       | C3 : 1/4 de finale    |
| 2024-2025 | 1      | en cours | N.Q.                  |

 * Légende : C1=Ligue des champions ; C2=Coupe des vainqueurs de coupe ; EHF= Coupe de l'EHF/Ligue européenne ; C4=Coupe Challenge

## Effectif actuel
| N° | Poste | Nom                      | Date de naissance   | Taille | Arrivée | Club précédent             | Sélection |
| -- | ----- | ------------------------ | ------------------- | ------ | ------- | -------------------------- | --------- |
| 1  | GB    | Björgvin Páll Gústavsson | 24/05/1985 (34 ans) | 1,93 m | 2018    | Haukar Hafnarfjörður       | Islande   |
| 12 | GB    | Robin Haug               | 01/09/1998 (21 ans) | 1,90 m | 2019    | HK Malmö                   | -         |
| 30 | GB    | Frederik Christensen     | 27/06/1999 (20 ans) | 1,97 m | 2019    | HC Midtjylland             | -         |
| 7  | ALG   | Anders Eggert            | 14/05/1982 (37 ans) | 1,79 m | 2017    | SG Flensburg-Handewitt     | Danemark  |
| 28 | ALG   | Casper Ebbesen           | 19/09/1997 (22 ans) | 2,02 m | 2019    | Lemvig-Thyborøn Håndbold   | -         |
| 21 | ALD   | René Rasmussen           | 29/08/1989 (30 ans) | 1,79 m | 2011    | Rækker Mølle KFUM Håndbold | -         |
| 31 | ALD   | Oliver Refsgaard         | 31/03/2001 (19 ans) | 1,87 m | 2019    | Skanderborg Håndbold       | -         |
| 2  | DC    | Thomas Mogensen          | 30/01/1983 (37 ans) | 1,87 m | 2018    | SG Flensburg-Handewitt     | Danemark  |
| 10 | DC    | Jesper Konradsson        | 04/06/1994 (25 ans) | 1,84 m | 2017    | Alingsås HK                | Suède     |
| 9  | ARG   | Elvar Örn Jónsson        | 31/08/1997 (22 ans) | 1,88 m | 2019    | UMF Selfoss                | Islande   |
| 11 | ARG   | Jonathan Stenbäcken      | 07/01/1988 (32 ans) | 1,95 m | 2017    | TBV Lemgo                  | Suède     |
| 15 | ARG   | Christian Albertsen      | 15/04/1994 (25 ans) | 1,97 m | 2019    | FC Barcelone               | Danemark  |
| 22 | ARD   | Kasper Søndergaard       | 09/06/1981 (38 ans) | 1,92 m | 2011    | KIF Kolding                | Danemark  |
| 25 | ARD   | Eivind Tangen            | 04/05/1993 (26 ans) | 1,95 m | 2018    | HC Midtjylland             | Norvège   |
| 5  | PVT   | Morten Bjørnshuge        | 04/07/1990 (29 ans) | 1,98 m | 2019    | Pays d'Aix Université Club | -         |
| 6  | PVT   | Jonas Tidemand           | 28/09/1994 (25 ans) | 1,99 m | 2019    | Ribe-Esbjerg HH            | -         |
| 18 | PVT   | Bjarte Myrhol            | 29/05/1982 (37 ans) | 1,92 m | 2015    | Rhein-Neckar Löwen         | Norvège   |
| 33 | PVT   | Kristian Tind            | 20/02/1999 (21 ans) | 2,03 m | 2019    | HC Midtjylland             | -         |

## Joueurs célèbres
- Sune Agerschou : de 2003 à 2010
- Anders Eggert : de 2008 à 2009 et depuis 2017
- Björgvin Páll Gústavsson : de 2018 à 2020
- Jesper Jensen : de 1999 à 2013
- Michael V. Knudsen : de 2002 à 2004
- Thomas Mogensen : de 2018 à 2020
- Claus Møller Jakobsen : avant 2000 et de 2009 à 2014
- Lars Møller Madsen : de 2001 à 2009
- Bjarte Myrhol : depuis 2015
- Ragnar Þór Óskarsson : de 2004 à 2005
- Kasper Søndergaard : de 2011 à 2020
- Vignir Svavarsson : de 2005 à 2008
- Eivind Tangen : depuis février 2018

## Infrastructure
Le club évolue dans la Skjern Bank Arena dont la capacité s'élève à 2 482 places.